# Pirålar
Pirålar (Myxinidae) är en familj fiskliknande arter inom gruppen käklösa fiskar. Omkring 64 arter. I dagligt tal avses normalt atlantisk pirål (Myxine glutinosa).
Enligt en indelning ingår pirålarna som enda familj i ordningen Myxiniformes som i sin tur är den enda ordningen i klassen Myxini. Enligt en annan indelning ingår familjen i ordningen Myxinoidea som då anses ingå antingen i klassen rundmunnar (Cyclostomata) eller en egen klass Myxinoida. I båda fallen anses familjen ingå i den parafyletiska överklassen käklösa fiskar, dit även nejonögonen förs.
Pirålar uppkom troligen för 530 miljoner år sedan i samband med kraniedjurens uppkomst men det äldsta kända fossilet, Myxinikela siroka, som med säkerhet kan räknas till ordningen är 330 miljoner år gammalt.

## Utseende
Arternas skelett saknar benvävnad och består av brosk. Det förekommer inga ryggkotor och inga käkar. Istället har pirålar två enkla plattor i munnen med knölar av keratin. Munnen samt den enda näsborren är utrustade med fyra skäggtömmar. Dessa djur har rudimentära ögon som är täckta av hud. Hela kroppslängden går upp till cirka 78 cm och huden har en grå-rosa till rödbrun färg. De flesta arter har bara en gälöppning per sida men några arter från Stilla havet kan ha upp till sju gälöppningar per sida.
Utmärkande för pirålar är 150 till 200 körtlar på kroppens sidor som producerar slem. När individen hotas avsöndrar den slem så att djuret ser större ut. Kanske har sekretet även ett syfte under fortplantningen.

## Utbredning
Pirålar förekommer i alla oceaner samt i några av de större bihaven som Medelhavet eller Karibiska havet. Familjens medlemmar saknas bland annat i Röda havet och i Thailandviken. De vistas allmänt på mjuka bottnar med slam eller sand vid ett djup av 100 till 300 meter. I sällsynta fall hittas de vid 5000 meter under havsytan. Pirålar undviker områden där vattnet är varmare än 22 °C. De föredrar regioner där salthalten ligger vid 32 till 34 promille.

## Ekologi
Familjemedlemmar som förekommer i Atlanten gräver sig ofta ner i havets botten. Arten Eptatretus burgeri som hittas vid Japan utför vandringar som troligen är kopplade till djurets fortplantningssätt.
Pirålar äter främst ryggradslösa djur som havsborstmaskar och kräftdjur. Dessutom ingår kött från döda benfiskar i födan. Pirålen skapar ett hål i fiskens hud så att den kan kravla mellan huden och fiskbenen. En hanne registrerades med rom av andra pirålar i magsäcken.
Såvida känd lämnar honor bara 20 till 30 ägg med mycket äggula per tillfälle i havets botten. Yttre fortplantningsorgan saknas och därför antas att befruktningen sker i vattnet.
Det är inte helt utrett om pirålar är tvåkönade (hermafrodit). Studier på arter som lever i Atlanten visade att de kan byta kön under livets gång. Med undantag av den japanska arten borde det inte finnas en särskild parningstid.
Större exemplar har i princip inga naturliga fiender. Rester av ungdjur har observerats i mag- tarmsystemet hos torskfiskar, bläckfiskar, tumlare och Peales delfin.

## Pirålar och människor
Fångst av pirålar för köttets och hudens skull har en lång tradition i Japan och på Koreahalvön. Under senare 1980-talet påbörjades fångst på familjens medlemmar även i Kanada och USA. Hud från dessa pirålar exporteras främst till Sydkorea.

## Systematik
Familjen utgörs av 6 släkten fördelade på 3 underfamiljer:
- Rubicundinae Fernholm et al., 2013
  - Rubicundus Fernholm et al., 2013
- Eptatretinae Bonaparte, 1850
  - Eptatretus Cloquet, 1819
- Myxininae Nelson, 1976
  - Myxine Linnaeus, 1758
  - Nemamyxine Richardson, 1958
  - Neomyxine Richardson, 1953
  - Notomyxine Nani & Gneri, 1951